# Repubblica di Poglizza
La repubblica di Poglizza (in croato Poljica) era una comunità dalmata, sotto protettorato veneziano, che riuscì a mantenere la propria autonomia dalla fine del medioevo ai primi dell'Ottocento. Il nome deriva da polje (pianura). Era costituita da dodici borghi ed ubicata nella curva sudorientale compiuta dal fiume Cettina prima di confluire a Almissa, nelle valli del Mosor. Attualmente i suoi villaggi fanno parte dei comuni di Podbablje e Almissa.

## Forma di governo
Le prime notizie su Poglizza le fornì il naturalista Alberto Fortis, nel 1774, nel suo libro Viaggio in Dalmazia: prima della sua dettagliata testimonianza la repubblica tra le sperdute montagne era considerata leggendaria e non effettivamente esistente.
Il territorio era sottoposto a tutela della Serenissima che concedeva larga autonomia. Lo statuto, redatto nel 1440, rivisitato nel 1485, nel 1515 e nel 1665, era diviso in 116 articoli ed oggi esposto nel museo di Almissa. Questo documento conteneva una descrizione della normativa e del sistema di governo, era considerato il più importante della storia croata (unitamente al codice di Vinodol del 1288), in quanto scritto nel dialetto locale (čakaviano). Una delle voci più significative dello statuto riguardava il principio che "ognuno ha il diritto di vivere", concetto singolarmente moderno e contrastante con le leggi medievali europee che prevedevano pure la tortura, oltre alle pene capitali.
Poglizza era una repubblica oligarchica, il cui capo, gran conte poi gran principe (ci furono 16 conti e 51 principi), veniva democraticamente eletto dal popolo: il primo fu Dalis (1070), l'ultimo Ivan Čović, dal 23 aprile 1803 al 10 giugno 1807, quando le truppe napoleoniche abolirono la sua indipendenza.
Lo stemma della repubblica poglizzana, unitamente al sigillo, era caratterizzato dalla figura di san Giorgio uccisore del drago e suo protettore: alcuni esemplari sono tuttora conservati nel museo di Almissa.

## Storia
La repubblica era ripartita in tre zone: Poglizza Alta (Zagorska), dietro il Mosor (1370 m), più lontana dal mare Adriatico e sita nell'entroterra montagnoso; Poglizza Media (Zavrska), la parte più estesa (50%), dal fiume Zrnovnica al rio Cetina a Zadvarje; Poglizza Bassa (Primorska), sui resti dell'antica colonia greca Eqetium, lungo il mare da Almissa al villaggio di Stobrec.
Gli abitanti di Poglizza organizzarono e fondarono la parrocchia comune, in cui potevano vivere con proprie leggi, divisa in venti borghi (katuni): Alta (Gornja, Dolac Donji, Gornje); Media (Sridnja, Kostanje, Zvecanje, Cisla, Gata, Dubrava, Sitno, Srinjine); Bassa (Donja, Duce, Jesenice, Podstrana). Cinque dei venti villaggi erano popolati da numerosi liberi contadini di origine spalatina. Gli altri paeselli erano abitati dai discendenti dei tre fratelli che fondarono Poglizza: il capo, detto piccolo duca (knez), veniva eletto tra i più anziani. I tre menzionati fratelli, secondo la tradizione, si chiamavano Tisimir, Kresimir ed Elem, figli del re di Croazia Miroslav, fuggiti dalla Bosnia. Essi occuparono le tre zone di Poglizza nella metà del secolo XV.
Gli abitanti della repubblica vivevano in villaggi sparsi amministrati da un conte sotto la potestà suprema di un gran principe. Questi funzionari, con i tre giudici, erano sempre di nobile nascita: esistevano due categorie di aristocratici, i croati e quelli provenienti da altre zone del regno.
Almissa ricevette uno statuto, nel 1207, dal re Andrea II d'Ungheria e rimase sotto la protezione magiara fino al 3 marzo 1444, quando, insieme a Poglizza, accettò la sovranità di Venezia, pur conservando la libertà interna.
La repubblica, insieme alla Bosnia, dovette spesso combattere contro l'aggressività dell'Impero ottomano. Mila Gojsalic, una giovane donna locale, divenne un'eroina e sacrificò se stessa per il bene di Poglizza, durante un conflitto con i turchi.
Dopo la caduta della Repubblica di Venezia, nel 1797, Poglizza passò all'Austria. Nel 1806 l'armata francese del maresciallo Marmont occupò il territorio dell'antica repubblica segnando la fine della sua autonomia: caduto Napoleone I, non fu restaurata, ma fu assorbita da Vienna.

## Conti e gran principi di Poglizza (1070-1807)[8]

### I conti (1070-1350)

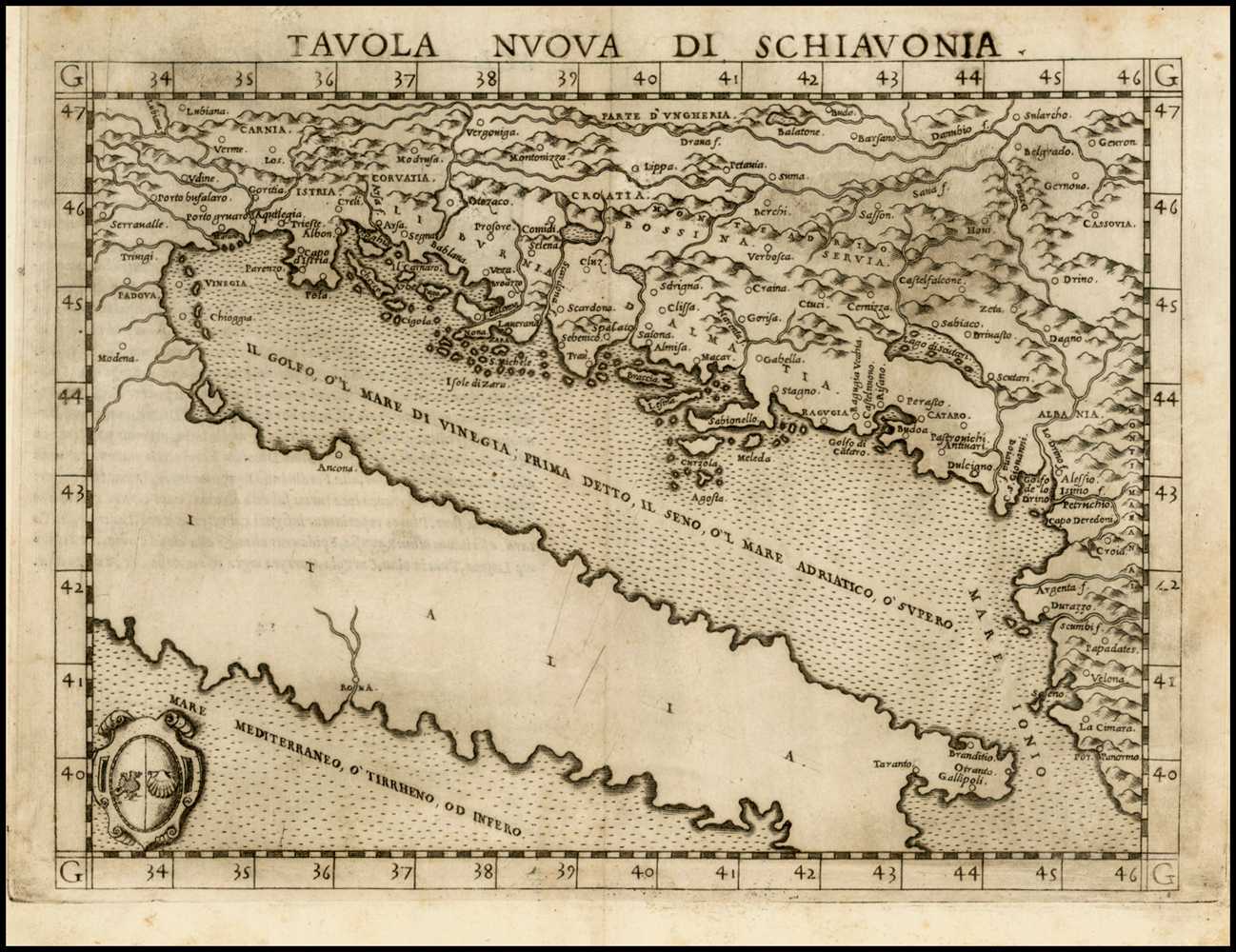
Girolamo Ruscelli, Tavola nuova di Schiavonia (1561)

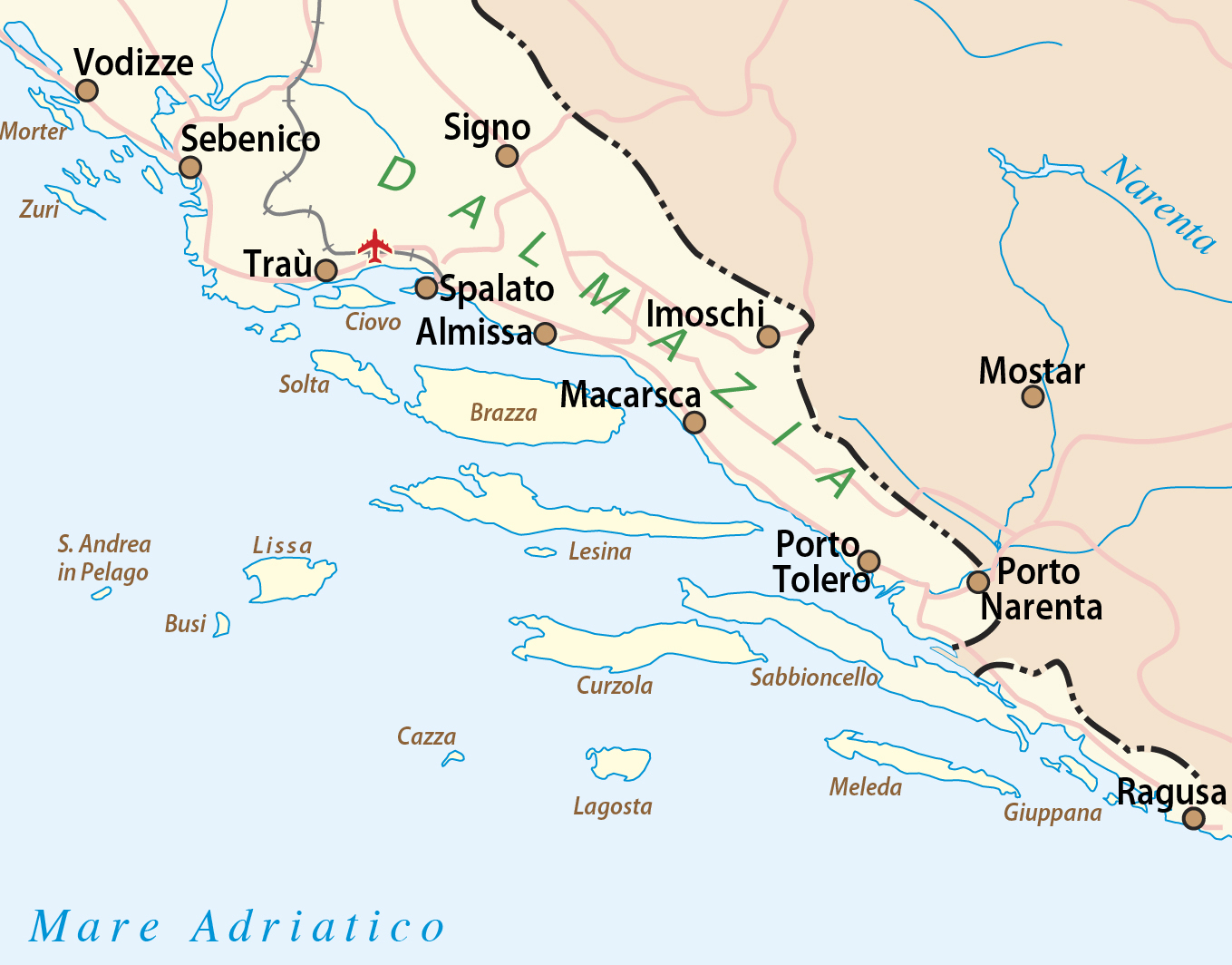
Porzione della Dalmazia nell'attuale Croazia meridionale: nell'area di Almissa si trovava la Repubblica di Poglizza.

| N° | titolo | Nome                         | Periodo    |
| 1  | conte  | Dalizio                      | 1070       |
| 2  | conte  | Visen                        | 1076, 1078 |
| 3  | conte  | Vratina                      | 1088       |
| 4  | conte  | Kačić                        | 1100       |
| 5  | conte  | Gregor Ivanišević            | 1120       |
| 6  | conte  | Domaso Papalli               | 1144       |
| 7  | conte  | Alberti                      | 1145       |
| 8  | conte  | Michiel Francesco Ivancichio | 1146       |
| 9  | conte  | Comulli Petracca             | 1148       |
| 10 | conte  | Lovretić                     | 1149       |
| 11 | conte  | Ivan Papalli                 | 1200       |
| 12 | conte  | Tolen                        | 1239       |
| 13 | conte  | Mladen Šubić II              | 1322       |
| 14 | conte  | Gregor Jurinić               | 1328       |
| 15 | conte  | Jure Rajčić                  | 1345       |
| 16 | conte  | Dražoe, signore di Kamengrad | 1350       |

### I gran principi

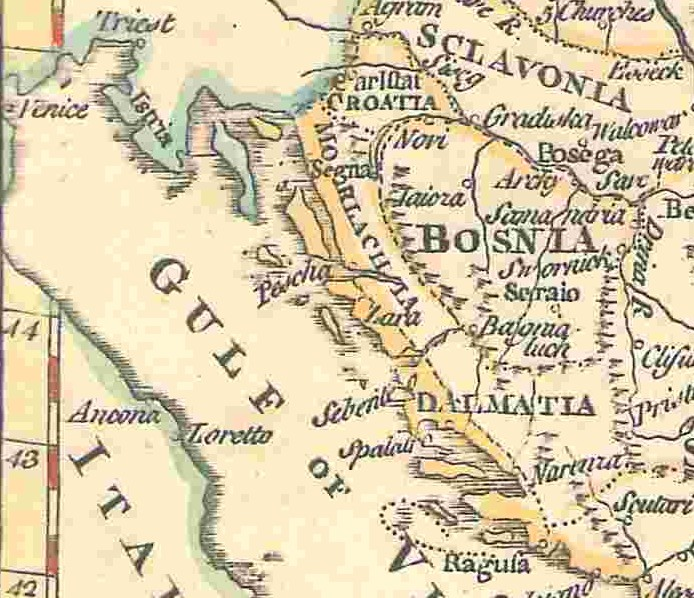
Carta dei regni balcanici

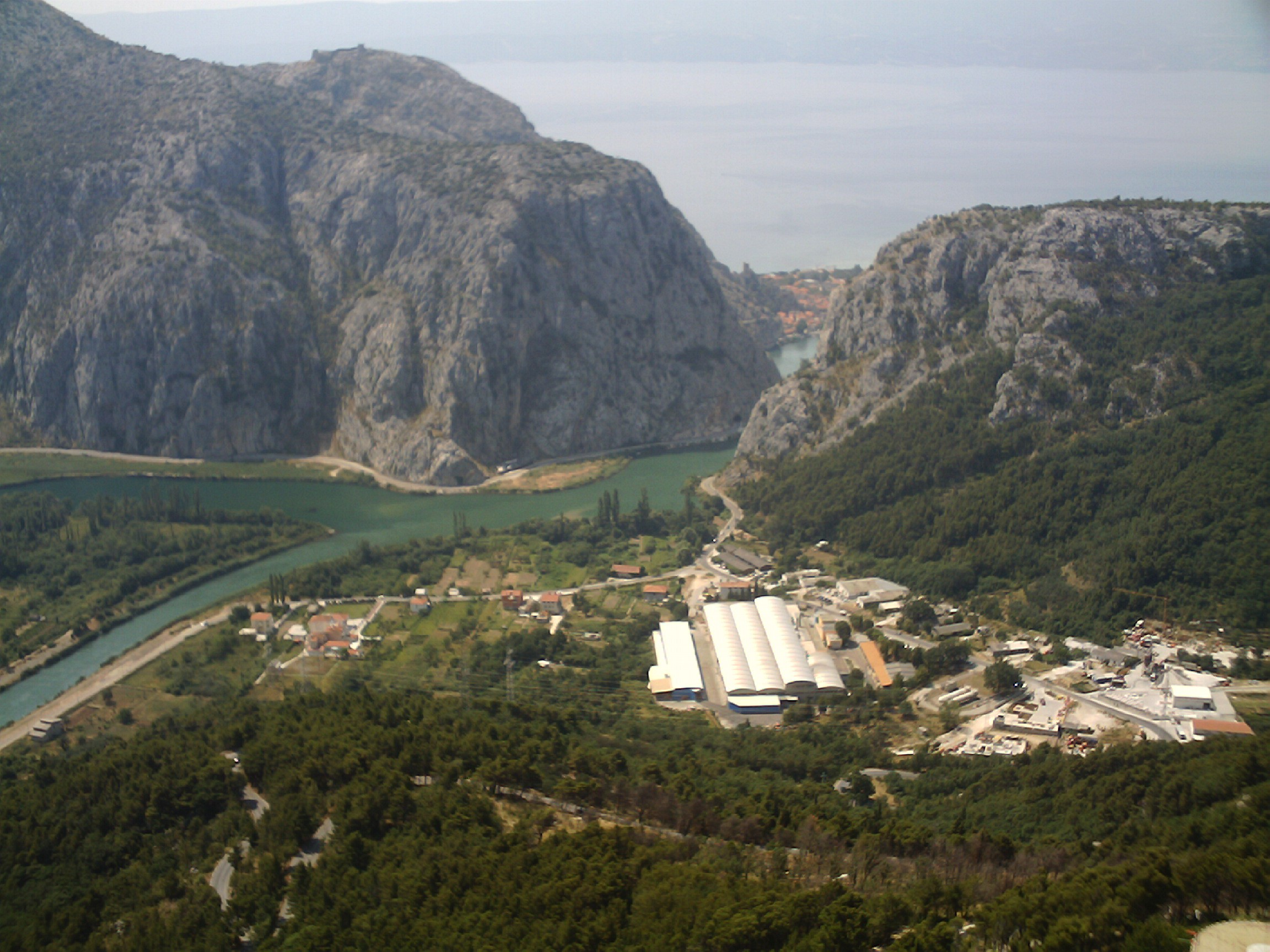
Veduta con il fiume Cettina

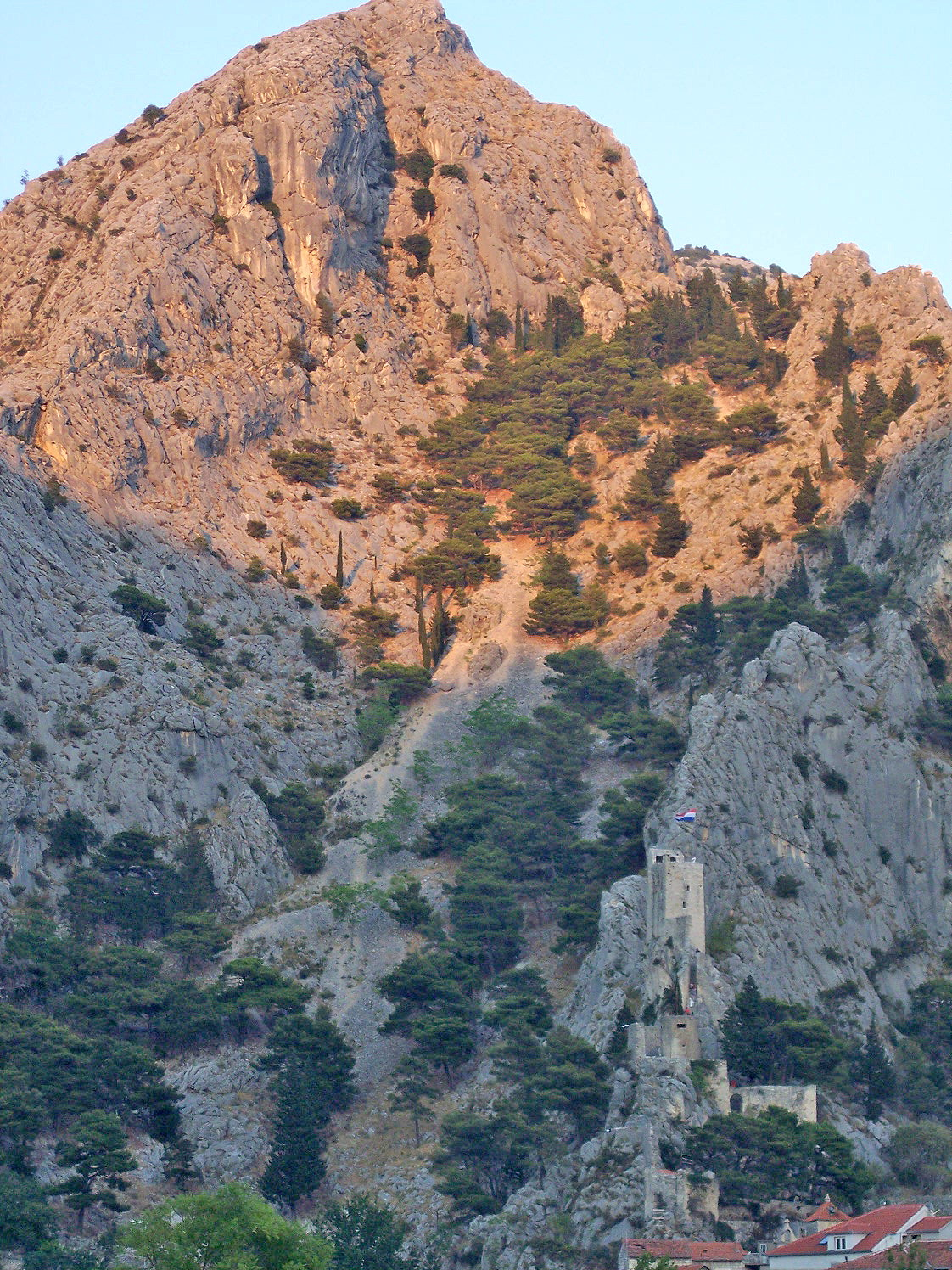
La montagna della repubblica

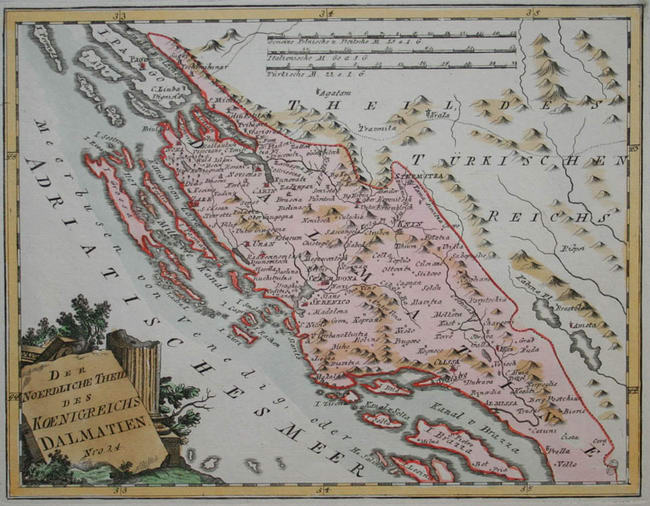
Mappa della Dalmazia

| N° | Titolo        | Nome                    | Periodo                            |
| 1  | gran principe | Grisogomo               | 1444                               |
| 2  | gran principe | Cindro                  | 1450                               |
| 3  | gran principe | Arnerio Lovretić        | 1451                               |
| 4  | Gran Principe | Žane Žanić              | 1454                               |
| 5  | gran principe | Mijo Pocolić            | 1458                               |
| 6  | gran principe | Matija Tusčević Scinsić | 1459                               |
| 7  | gran principe | Komula Vitković         | 1461                               |
| 8  | gran principe | Dujam Papalić           | 1468, 1482-83                      |
| 9  | gran principe | Stipan Mikulić          | 1469                               |
| 10 | gran principe | Dujam Maričić           | 1479                               |
| 11 | gran principe | Ivan Petrović           | 1499-1500                          |
| 12 | gran principe | Marian Gregolić         | 1500                               |
| 13 | gran principe | Augustin Maričić        | 1503-1504                          |
| 14 | gran principe | Ivan Jovanović          | 1504-11                            |
| 15 | gran principe | Ivaniš Nenada Dražoević | 1511-46                            |
| 16 | gran principe | Ivan Augustinović       | 1512-37, 1546-67                   |
| 17 | gran principe | Jure Pavić              | 1537, 1607-09                      |
| 18 | gran principe | Radoš Sladoević         | 1541                               |
| 19 | gran principe | Augustin Maričić        | 1555                               |
| 20 | gran principe | Nikola Sudgić           | 1567-81                            |
| 21 | gran principe | Stipan Mikulić          | 1581-1605                          |
| 22 | gran principe | Pavo Pavić              | 1596                               |
| 23 | gran principe | Radoš Sudgić            | 1609-26                            |
| 24 | gran principe | Nikola Gojaković        | 1619                               |
| 25 | gran principe | Ivan Sikić              | 1620                               |
| 26 | gran principe | Jure Sinovčić           | 1626-28, 1655-76                   |
| 27 | gran principe | Pavo Sudgić             | 1628-32                            |
| 28 | gran principe | Jure Pavić              | 1632-55                            |
| 29 | gran principe | Stipan Bobetić          | 1652                               |
| 30 | gran principe | Pavo Sučić              | 1676-78                            |
| 31 | gran principe | Ivaniš Novaković        | 1678-84                            |
| 32 | gran principe | Luka Sinovčić           | 1684-1701                          |
| 33 | gran principe | Marko Barić             | 1701-04, 1708-10, 1712-16, 1740-42 |
| 34 | gran principe | Marko Sinovčić          | 1704-08                            |
| 35 | gran principe | Ivan Sinovčić           | 1706, 1716-17                      |
| 36 | gran principe | Jure Novaković          | 1707, 1760-68, 1783-89             |
| 37 | gran principe | Ivan Barić              | 1710-12, 1717-21                   |
| 38 | gran principe | Petar Barić             | 1711                               |
| 39 | gran principe | Ivan Novaković          | 1721-32                            |
| 40 | gran principe | Pavo Pavić              | 1728                               |
| 41 | gran principe | Petar Sinovčić          | 1732-40                            |
| 42 | gran principe | Ivan Pavić              | 1756                               |
| 43 | gran principe | Frano Pavić             | 1766-68, 1770-77, 1796             |
| 44 | gran principe | Ivan Jerončić           | 1768-71, 1768-71, 1777-78          |
| 45 | gran principe | Andrija Barić           | 1778-83                            |
| 46 | gran principe | Ivan Sičić              | 1789                               |
| 47 | gran principe | Matija Kružičević       | 1793                               |
| 48 | gran principe | Frano Gojsalić          | 1796                               |
| 49 | gran principe | Marko Žuljević          | 1797-98                            |
| 50 | gran principe | Matija Mianović         | 1799-1801                          |
| 51 | gran principe | Ivan Čović              | 1803-1806, 1806-10 giugno 1807     |